# 科洛尼
科洛尼（法語：Cologny）是瑞士日内瓦州的一个镇，位于莱芒湖左岸，西南与日内瓦市接壤。
截止2009年底，科洛尼有居民4905人。

## 外部連結
- （法文）科洛尼官方网站 （页面存档备份，存于）